# W ogrodzie pamięci
W ogrodzie pamięci – pamiętnik autorstwa Joanny Olczak-Ronikier dotyczący dziejów jej rodziny, wydany w 2001 roku, uhonorowany Nagrodą Literacką „Nike” w 2002 roku i Premio letterario Giuseppe Acerbi w 2011 roku.

## Historia
Wydawcą dzieła został Społeczny Instytut Wydawniczy „Znak”, polskie wydanie ma ponad 350 stron. Projekt graficzny wykonał Witold Siemaszkiewicz. Książka otrzymała Nagrodę Literacką „Nike” w 2002 roku, a także Premio letterario Giuseppe Acerbi w 2011 roku. Na polskim rynku sprzedano ponad 50 tysięcy egzemplarzy książki. Dzieło zostało przełożone na języki: angielski (tłumaczyła Antonia Lloyd-Jones), francuski, hebrajski, niderlandzki, niemiecki, szwedzki, rosyjski, serbski, włoski.

## Treść
Według wydawcy jest to dokumentalna powieść-rzeka; Biblioteka Narodowa w Warszawie określiła książkę jako pamiętnik i przypisała jej numer UKD z działu 9. (Archeologia. Geografia. Biografie. Historia). Autorka, córka Hanny Mortkowicz-Olczakowej, opowiada o historii swojej najbliższej rodziny zasymilowanych Żydów. Biograficzna rodzinna opowieść jest poprowadzona od czasów prapradziadka autorki, którym był Lazar (Eleazar) Horowitz, urodzony w 1804 roku; wspomnienia rodzinne rozciągają się od 1844 roku do współczesności. Bohaterowie to m.in. kupcy, bankierzy, intelektualiści, wydawca Jakub Mortkowicz, oficer kontrwywiadu, lotnik RAF-u czy amerykański psychiatra. Przedstawione wydarzenia rozgrywały się w Warszawie, Paryżu, Moskwie, Bombaju, Ostendzie, Nowym Jorku, opisane zostały m.in. wątki więzienne, okupacyjne i łagrowe. Pojawia się nawet Włodzimierz Lenin, który ciotecznej babce pożyczył nie swój damski rower.  

## Odbiór krytyczny
Bardzo pozytywnie o książce wypowiedział się m.in. Andrzej Wajda: dzięki zachowanym źródłom i własnemu talentowi narracyjnemu stworzyła opowieść niezwykłą. Dorota Karolina Dęga z portalu Granice.pl określiła lekturę tej książki jako pasjonującą. Michał Cichy z „Gazety Wyborczej” napisał, że książkę tę odbiera jak wielką powieść – o niezwykłych losach niezwykłych postaci w niezwykłych czasach, był pod wrażeniem mnóstwa zgromadzonych informacji oraz docenił nakreślenie postaci. Żywość przedstawienia opisywanych osób zachwyciła także Ewelinę Siwek, a książkę określiła jako nietypowy podręcznik historii. Krzysztof Maria Załuski, recenzent „Dziennika Bałtyckiego” napisał: książka dobrze napisana i ciekawa. Czy jednak zasłużyła na miano najlepszej polskiej książki roku 2001? Nie wiem. Nawet teraz, po przeszło dwóch dekadach od jej publikacji. Zaznaczył jednak, że „W ogrodzie pamięci” warto, a nawet trzeba przeczytać.